# Donkey Konga
Donkey Konga est un jeu vidéo de rythme édité par Nintendo et développé par Namco. Il est sorti en 2003 au Japon et en 2004 en Amérique du Nord et en Europe sur GameCube. Le jeu est compatible avec l'accessoire Bongo DK.

## Système de jeu

### Généralités
Le joueur joue avec un Bongo DK (il est aussi possible de jouer avec une manette), et doit frapper les tambours ou taper des mains au moment où les symboles apparaissent à l'écran. En fonction du type de symbole, le joueur doit réagir en conséquence. Lorsqu'un symbole jaune apparaît, le joueur doit frapper le tambour de gauche. Pour un symbole rouge, il doit frapper le tambour de droite. Le joueur doit frapper sur les deux tambours simultanément lorsqu'il s'agit d'un symbole violet. Enfin, le joueur doit frapper dans ses mains lorsqu'un symbole bleu apparaît.
Les symboles peuvent parfois varier en longueur. Le joueur doit effectuer l'action correspondante au symbole à répétition jusqu'à ce qu'elle soit terminée. La vitesse de défilement des symboles et leur nombre dépendent de la chanson et du mode de difficulté choisi.

### Bande sonore
Les chansons ne sont pas les mêmes que celles de la version originale japonaise du jeu. Il ne s'agit pas des versions les plus connues , mais des versions réinterprétées.
- Lady Marmalade (Patti Labelle)
- Canned Heat (en) (Jamiroquaï)
- Don't Stop Me Now (Queen)
- Alright (Supergrass)
- The Loco-Motion (Carole King)
- Dancing in the Street (Martha and the Vandellas)
- Louie Louie (Richard Berry)
- Para Los Rumberos (Tito Puente)
- Sing, Sing, Sing (Louis Prima)
- You Can't Hurry Love (The Supremes)
- All The Small Things (Blink 182)
- Oye Como Va (Tito Puente)
- 99 Red Balloons (Nena)
- The Impression That I Get (Mighty Mighty Bosstones)
- Busy Child (The Crystal Method)
- Tubthumping (Chumbawamba)
- I Want You Back (The Jackson Five)
- Cosmic Girl (Jamiroquaï)
- Richard III (Supergrass)
- Wild Thing (Chip Taylor)
- September (Earth, Wind and Fire)
- Back for Good (Take That)
- la danse n° 5 no 5 en sol mineur (Johannes Brahms)
- Marche turque (Mozart)
- Thème de Super Mario Bros. (Nintendo)
- Thème de Donkey Kong Country (Nintendo)
- Thème de The Legend of Zelda (Nintendo)
- Rainbow Ride (Nintendo)
- Ouverture de Super Smash Bros. Melee (Nintendo)
- Thème de Donkey Konga (Nintendo)
- Rap DK (Nintendo)